# Richard Sackville, V conte di Dorset
Richard Sackville, V conte di Dorset (Londra, 16 settembre 1622 – 27 agosto 1677), è stato un nobile e politico inglese.

## Biografia
Nato nel 1622, Sackville era il secondogenito di Edward Sackville, IV conte di Dorset, e di sua moglie, Mary Curzon, figlia ed erede di Sir George Curzon. Sua sorella maggiore, Mary, morì nel 1632 mentre suo fratello minore Edward prese parte alla prima rivoluzione inglese e fu catturato e ucciso dalle forze parlamentari nel 1646.

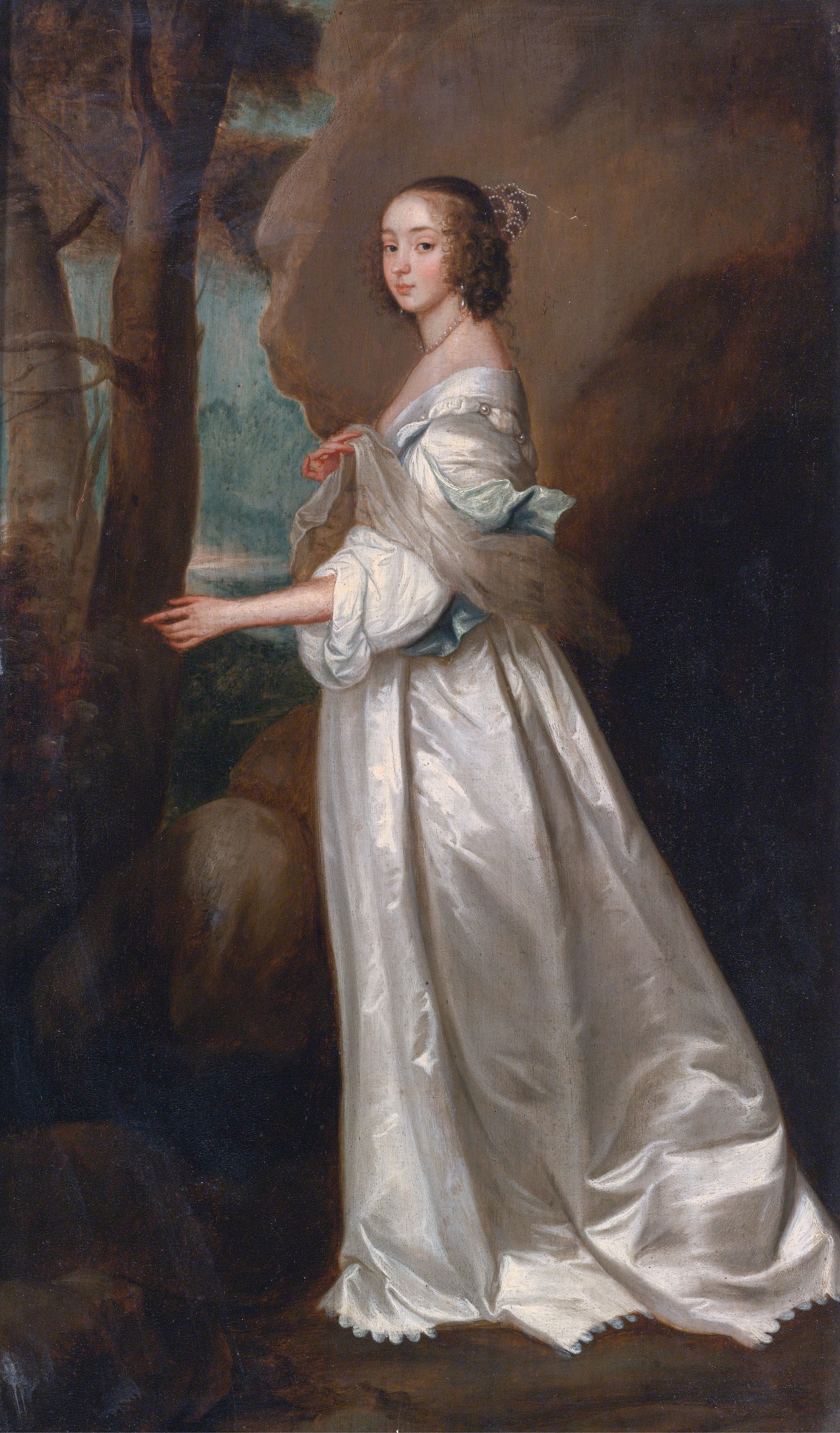
Frances Cranfield, Lady Buckhurst (1622–1687) (di Anthony van Dyck)

## Carriera
Sedette alla Camera dei Comuni (1640-1643) come Lord Buckhurst, rappresentando East Grinstead nel Sussex. Coinvolto negli eventi politici che portarono alla prima rivoluzione inglese, fu arrestato dal Parlamento nel 1642 e multato di £ 1.500 nel 1644. Dopo quel periodo non ebbe alcun ruolo attivo nel conflitto. Riprese la carriera politica nel 1660; seduto nel nuovo parlamento che gestì la Restaurazione inglese e in particolare presiedette alla commissione responsabile per l'accoglienza di Carlo II. Il nuovo re lo nominò Lord luogotenente del Middlesex nel 1660. Negli anni a seguire riuscì a restaurare molti dei beni e privilegi che la sua famiglia aveva perso durante l'Interregno inglese.
Sackville era un poeta occasionale; una poesia in lutto di Ben Jonson compare nel volume commemorativo Jonsonus Virbius (1638), pubblicato l'anno successivo alla morte del poeta. John Aubrey ha riprodotto un rapporto che avrebbe tradotto Sackville, El Cid di Corneille. Fu eletto membro della Royal Society nel 1665.

## Matrimonio
Nel 1637 sposò Frances Cranfield (1622-1687), figlia di Lionel Cranfield, I conte di Middlesex. Ebbero tredici figli ma solo quattro raggiunsero l'età adulta:
- Charles Sackville, VI conte di Dorset (24 gennaio 1637-29 gennaio 1705/6);
- Lady Mary Sackville (4 febbraio 1647-4 novembre 1710), sposò Roger Boyle, II conte di Orrery, ebbero tre figli;
- Lady Anne Sackville, sposò Alexander Home, IV conte di Home, non ebbero figli;
- Lady Frances Sackville (6 febbraio 1655-?), sposò George Lane, I visconte Lanesborough, ebbero una figlia.